# Карел Петру
Карел Петру (Прибрам, 24. јануар 1891 — 1949) био је селектор фудбалске репрезентације Чехословачке када је заузела друго место на Светском првенству у фудбалу 1934. године.